# Лобанов Павло Павлович
Павло Павлович Лобанов (2 (15) січня 1902 року, с. Старо Московської губернії, тепер Дмитровський район Московської області — 13 серпня 1984 року, Москва) — радянський державний і господарський діяч. Депутат Верховної Ради СРСР 4—5 та 7-9 скликань. Голова Ради Союзу Верховної Ради СРСР (1956—1961). Член Центральної Ревізійної Комісії ВКП(б) (1939—1952). Кандидат у члени ЦК КПРС (1956—1961). Академік ВАСГНІЛ (1948), доктор економічних наук (1967). Герой Соціалістичної Праці (31.12.1971).

## Біографія
Народився у селянській родині. З 1920 року навчався на робітничому факультеті, а потім на агрономічному факультеті Московської сільськогосподарської академії. У 1925 році закінчив агрономічний факультет Московської сільськогосподарської академії імені Тимірязєва.
У 1925 році працював агрономом Шаховської дільниці Волоколамського повіту Московської губернії.
У 1925—1926 роках — служба в Червоній армії.
У 1926—1927 роках — агроном з хлібної інспекції елеватора Московсько-Казанської залізниці.
Член ВКП(б) з 1927 року.
У 1927—1929 роках — агроном Костромського повітового земельного управління. У 1929—1930 роках — агроном Костромського окружного земельного управління.
У 1930—1931 роках — технічний директор радгоспу «Заветы Ильича» Івановсько-Промислової області.
У 1931—1935 роках — аспірант Всесоюзного науково-дослідного інституту радгоспів.
У 1936—1937 роках — завідувач кафедри Московського інституту інженерів землеустрою.
У 1937 році — директор Воронезького сільськогосподарського інституту.
У листопаді 1937 — травні 1938 року — заступник народного комісара землеробства РРФСР.
У травні — грудні 1938 року — народний комісар землеробства РРФСР.
10 грудня 1938 — 19 березня 1946 року — народний комісар (міністр) зернових і тваринницьких радгоспів СРСР.
У березні 1946 — березні 1947 року — заступник міністра землеробства СРСР.
У березні 1947 — березні 1953 року — 1-й заступник міністра сільського господарства СРСР — голова Технічної ради Міністерства сільського господарства СРСР.
У 1953 році — помічник голови Ради Міністрів СРСР.
У березні — серпні 1953 року — 1-й заступник міністра сільського господарства і заготівель СРСР — голова Технічної ради Міністерства сільського господарства і заготівель СРСР.
15 серпня 1953 — 20 лютого 1955 року — міністр сільського господарства і заготівель (з грудня 1953 року — сільського господарства) РРФСР. Одночасно, 15 серпня 1953 — 28 лютого 1955 року — 1-й заступник голови Ради Міністрів РРФСР.
28 лютого 1955 — 9 квітня 1956 року — заступник голови Ради Міністрів СРСР.
У квітні 1956 — серпні 1961 року — президент Всесоюзної академії сільськогосподарських наук імені Леніна (ВАСГНІЛ).
Одночасно, 14 липня 1956 — 23 квітня 1962 року — голова Ради Союзу Верховної Ради СРСР.
У серпні 1961 — лютому 1965 року — заступник голови Державного планового комітету СРСР.
10 лютого 1965 — серпень 1978 року — президент Всесоюзної академії сільськогосподарських наук імені Леніна (ВАСГНІЛ).
З серпня 1978 року — персональний пенсіонер.
Похований у місті Дмитрові Московської області.

## Нагороди
- Герой Соціалістичної Праці (31.12.1971)
- два ордени Леніна (10.09.1945, 31.12.1971)
- орден Жовтневої Революції (8.04.1971)
- орден Трудового Червоного Прапора (28.01.1952)
- орден Дружби народів (1.08.1978)
- медаль «За трудову доблесть»